# A Boston Bruins játékosainak listája
A Boston Bruins egy profi jégkorong csapat az észak-amerikai profi jégkorong ligában, a National Hockey League-ben 1924 óta. Ez a lista azokat a játékosokat tartalmazza, akik legalább egy mérkőzést játszottak a csapatban.

Tartalomjegyzék: 
| Ábécé szerinti tartalomjegyzék                      |
| --------------------------------------------------- |
| A B C D E F G H I J K L M N O P Q R S T U V W X Y Z |

## A
- George Abbott,
- Noel Acciari,
- John Adams,
- Rick Adduono,
- Johnathan Aitken,
- Andrew Alberts,
- Gary Aldcorn,
- Bobby Allen,
- Jason Allison,
- Red Anderson,
- Earl Anderson,
- Dave Andreychuk,
- John Arbour,
- Bob Armstrong,
- Jamie Arniel,
- Scott Arniel,
- Barry Ashbee,
- Brent Ashton,
- Steve Atkinson,
- Oscar Aubuchon,
- Alex Auld,
- Don Awrey,
- Per-Johan Axelsson,

## B
- Pete Babando,
- David Backes,
- Garnet Bailey,
- Scott Bailey,
- Mike Bales,
- Murray Balfour,
- Stan Baluik,
- Darren Banks,
- Ralph Barahona,
- Marco Baron,
- Dave Barr,
- Eddie Barry,
- Marty Barry,
- Ray Barry,
- Matt Bartkowski,
- Jim Bartlett,
- Shawn Bates,
- Bobby Bauer,
- Ken Baumgartner,
- Red Beattie,
- Bob Beckett,
- Clayton Beddoes,
- Bob Beers,
- Steve Bégin,
- Ken Belanger,
- Yves Belanger,
- Matt Beleskey
- Bill Bennett,
- Harvey Bennett, Sr.,
- Bobby Benson,
- Paul Beraldo,
- Bryan Berard,
- Patrice Bergeron,
- Daniel Berthiaume,
- Phil Bessler,
- Silvio Bettio,
- Nick Beverley,
- Paul Bibeault,
- Craig Billington,
- Jack Bionda,
- Dick Bittner,
- Byron Bitz,
- Don Blackburn,
- Bob Blake,
- Zdeněk Blatný,
- Anton Blidh,
- John Blue,
- John Blum,
- Brandon Bochenski,
- Gus Bodnar,
- Andrew Bodnarchuk,
- Leo Boivin,
- Ivan Boldirev,
- Buzz Boll,
- Marcel Bonin,
- Dennis Bonvie,
- Buddy Boone,
- Bill Boucher,
- Fred Bourdginon,
- Chris Bourque,
- Ray Bourque,
- Paul Boutilier,
- Johnny Boychuk,
- Irwin Boyd,
- Brad Boyes,
- Nick Boynton,
- John Brackenborough,
- Barton Bradley,
- Rich Brennan,
- Tom Brennan,
- Andy Brickley,
- Archie Briden,
- Frank Brimsek,
- Ken Broderick,
- Wade Brookbank,
- Ross Brooks,
- Adam Brown,
- Sean Brown,
- Wayne Brown,
- Gordon Bruce,
- Ron Buchanan,
- John Bucyk,
- Billy Burch,
- Eddie Burke,
- Charlie Burns,
- Randy Burridge,
- John Byce,
- Gordie Byers,
- Lyndon Byers,

## C
- Jack Caffery,
- Charles Cahill,
- Herbert Cain,
- Norm Calladine,
- Gregory Campbell,
- Wade Campbell,
- Jack Capuano,
- Jim Carey,
- Wayne Carleton,
- Brandon Carlo,
- Jordan Caron,
- Bobby Carpenter,
- George Carroll,
- Bill Carson,
- Anson Carter,
- Billy Carter,
- John Carter,
- Joe Carveth,
- Jon Casey,
- Wayne Cashman,
- Peter Cehlárik,
- Ed Chadwick,
- Erwin Chamberlain,
- Art Chapman,
- Zdeno Chára,
- Gerry Cheevers,
- Dick Cherry,
- Don Cherry,
- Tim Cheveldae,
- Réal Chevrefils,
- Art Chisholm,
- Dave Christian,
- Jack Church,
- Dean Chynoweth,
- Robert Cimetta,
- Dit Clapper,
- Gordie Clark,
- Sprague Cleghorn,
- Paul Coffey,
- Les Colvin,
- Roy Conacher,
- Wayne Connelly,
- Brett Connolly
- Harry Connor,
- Bud Cook,
- Bun Cook,
- Lloyd Cook,
- Carson Cooper,
- Carl Corazzini,
- Norm Corcoran,
- Mark Cornforth,
- Joe Corvo,
- Murray Costello,
- Alain Côté,
- Maurice Courteau,
- Geoff Courtnall,
- Billy Coutu,
- Bill Cowley,
- Jim Craig,
- Jack Crawford,
- Lou Crawford,
- Dave Creighton,
- Terry Crisp,
- Tommy Cross,
- Bruce Crowder,
- Keith Crowder,
- Denisz Cservjakov,
- Sztaniszlav Csisztov,
- Wilf Cude,
- Craig Cunningham,
- Bill Cupolo,
- Brian Curran,
- Austin Czarnik,
- Mariusz Czerkawski,

## D
- Byron Dafoe,
- Kevin Dallman,
- Nick Damore,
- Harold Darragh,
- Cleon Daskalakis,
- Kaspars Daugaviņš
- Bob Davie,
- Lorne Davis,
- Murray Davison,
- Norm Defelice,
- Matt DelGuidice,
- Armand Delmonte,
- Ab DeMarco, Jr.,
- Ab DeMarco,
- Nathan Dempsey,
- Cy Denneny,
- Bill Derlago,
- Bob Dillabough,
- Rob DiMaio,
- Gary Doak,
- Brian Dobbin,
- Clark Donatelli,
- Ted Donato,
- Dave Donnelly,
- Shean Donovan,
- Gary Dornhoefer,
- Doug Doull,
- Peter Douris,
- Aaron Downey,
- Pierre-Claude Drouin,
- Luc Dufour,
- Lorne Duguid,
- Woody Dumart,
- Dale Dunbar,

## E
- Darryl Edestrand,
- Pat Egan,
- Gerry Ehman,
- Todd Elik,
- Dave Ellett,
- Mikko Eloranta,
- David Emma,
- John Emmons,
- Hap Emms,
- Autry Erickson,
- Grant Erickson,
- Loui Eriksson,
- Phil Esposito,
- Claude Evans,
- Bill Ezinicki,

## F
- Glen Featherstone,
- Andrew Ference,
- Tom Fergus,
- Lorne Ferguson,
- Brian Ferlin,
- Manny Fernandez,
- Landon Ferraro
- Peter Ferraro,
- Guyle Fielder,
- Marcel Fillion,
- Tommy Filmore,
- Brian Finley,
- Eddie Finnigan,
- Dunc Fisher,
- Tom Fitzgerald,
- Fern Flaman,
- Reg Fleming,
- Ron Flockhart,
- Justin Florek,
- Dave Forbes,
- Mike Forbes,
- Dwight Foster,
- Yip Foster,
- Norm Foster,
- Jimmy Franks,
- Frank Frederickson,
- Harry Frost,

## G
- Art Gagné,
- Pierre Gagne,
- Simon Gagné
- Johnny Gagnon,
- Dutch Gainor,
- Percy Galbraith,
- Garry Galley,
- Don Gallinger,
- Bruce Gamble,
- Bert Gardiner,
- Cal Gardner,
- Ray Gariepy,
- Armand Gaudreault,
- Jean Gauthier,
- Jack Gelineau,
- Jean-Guy Gendron,
- Gerry Geran,
- Ray Getliffe,
- Barry Gibbs,
- Doug Gibson,
- Gilles Gilbert,
- Jeannot Gilbert,
- Andre Gill,
- Hal Gill,
- Mike Gillis,
- Jonathan Girard,
- Art Giroux,
- Paul Gladu,
- Matt Glennon,
- Warren Godfrey,
- Bill Goldsworthy,
- Leroy Goldsworthy,
- Szergej Goncsar,
- Fred Gordon,
- Lee Goren,
- Butch Goring,
- Bob Gould,
- Bob Gracie,
- Thomas Gradin,
- Rod Graham,
- Teddy Graham,
- John Grahame,
- Ron Grahame,
- Benny Grant,
- Terry Gray,
- Red Green,
- Ted Green,
- Travis Green,
- Seth Griffith,
- Lloyd Gronsdahl,
- Michal Grošek,
- Lloyd Gross,
- Don Grosso,
- John Gruden,
- Bob Gryp,
- Matt Grzelcyk,
- Paul Guay,
- Bill Guerin,
- Bep Guidolin,
- Ben Guite,
- Jonas Gustavsson,

## H
- Jeff Hackett,
- Matti Hagman,
- Taylor Hall,
- Doug Halward,
- Red Hamill,
- Zach Hamill,
- Dougie Hamilton,
- Ken Hammond,
- Brett Harkins,
- Walter Harnott,
- Hago Harrington,
- Smokey Harris,
- Henry Harris,
- Ed Harrison,
- Jim Harrison,
- Greg Hawgood,
- Chris Hayes,
- Jimmy Hayes,
- Paul Haynes,
- Don Head,
- Fern Headley,
- Eric Healey,
- Andy Hebenton,
- Danton Heinen,
- Lionel Heinrich,
- Steve Heinze,
- Jay Henderson,
- John Henderson,
- Murray Henderson,
- Gordie Henry,
- Jim Henry,
- Jimmy Herbert,
- Phil Hergesheimer,
- Matt Herr,
- Matt Hervey,
- Obs Heximer,
- Wayne Hicks,
- Andy Hilbert,
- Mel Hill,
- Dutch Hiller,
- Randy Hillier,
- Floyd Hillman,
- Larry Hillman,
- Lionel Hitchman,
- Shane Hnidy,
- Ken Hodge,
- Ken Hodge, Jr.,
- Ted Hodgson,
- Jeff Hoggan,
- Benoît Hogue,
- Alekszandr Hohlacsev
- Flash Hollett,
- Ron Hoover,
- Pete Horeck,
- Nathan Horton,
- Bronco Horvath,
- Marty Howe,
- Dmitro Hrisztics,
- Bill Huard,
- Anton Hudobin,
- Brent Hughes,
- Ryan Hughes,
- Joe Hulbig,
- Ivan Huml,
- Matt Hunwick,
- Paul Hurley,
- Jamie Huscroft,
- Bill Hutton,
- Dave Hynes,
- Gord Hynes,

## I
- Al Iafrate,
- Jarome Iginla,
- Frank Ingram,
- Ted Irvine,
- Matt Irwin,
- Brad Isbister,

## J
- Richard Jackman,
- Art Jackson,
- Busher Jackson,
- Percy Jackson,
- Stan Jackson,
- Walter Jackson,
- Jaromír Jágr,
- Craig Janney,
- Roger Jenkins,
- Bill Jennings,
- Eddie Jeremiah,
- Frank Jerwa,
- Joe Jerwa,
- Jeff Jillson,
- Aaron Johnson,
- Chad Johnson,
- Nick Johnson,
- Norm Johnson,
- Tom Johnson,
- Eddie Johnston,
- Greg Johnston,
- Stan Jonathan,
- Rob Jones,
- Bob Joyce,
- Joé Juneau,
- Joe Junkin,
- Milan Jurčina,

## K
- Tomáš Kaberle,
- Walter Kalbfleisch,
- Petr Kalus,
- Max Kaminsky,
- Steven Kampfer,
- Jakob Forsbacka-Karlsson,
- Mārtiņš Karsums,
- Alekszej Kaszatonov,
- Steve Kasper,
- Doug Keans,
- Duke Keats,
- Don Keenan,
- Jarmo Kekäläinen,
- Chris Kelleher,
- Chris Kelly,
- Joonas Kemppainen
- Forbes Kennedy,
- Sheldon Kennedy,
- Phil Kessel,
- Darin Kimble,
- Dede Klein,
- Joe Klukay,
- Gord Kluzak,
- Bill Knibbs,
- Fred Knipscheer,
- Mike Knuble,
- Chuck Kobasew,
- Pavel Kolařík,
- Russ Kopak,
- Doug Kostynski,
- Andrej Kovalenko,
- Steve Kraftcheck,
- Phil Krake,
- David Krejčí,
- Torey Krug
- Mike Krushelnyski,
- Ed Kryzanowski,
- Arnie Kullman,
- Jarno Kultanen,
- Sean Kuraly,
- Orland Kurtenbach,
- Zdeněk Kutlák,
- Dmitrij Kvartalnov,
- Gus Kyle,

## L
- Antti Laaksonen,
- Leo Labine,
- Guy Labrie,
- Blaine Lacher,
- Dan LaCouture,
- Daniel Lacroix,
- Bobby Lalonde,
- Joe Lamb,
- Myles Lane,
- Robert Lang,
- Steve Langdon,
- Josh Langfeld,
- Albert Langlois,
- Guy Lapointe,
- Martin Lapointe,
- Drew Larman,
- Charles Larose,
- Guy Larose,
- Reed Larson,
- Matt Lashoff,
- Marty Lauder,
- Dominic Lavoie,
- Brian Lawton,
- Hal Laycoe,
- Jeff Lazaro,
- Jay Leach,
- Larry Leach,
- Reggie Leach,
- Steve Leach,
- Pat Leahy,
- Rich Leduc,
- Grant Ledyard,
- Brian Leetch,
- Guillaume Lefebvre,
- Tommy Lehman,
- Mikko Lehtonen,
- Bob Leiter,
- Moe Lemay,
- Réjean Lemelin,
- Bill Lesuk,
- Pete Leswick,
- Normand Leveille,
- John-Michael Liles,
- Matt Lindblad,
- Ken Linseman,
- Ross Lonsberry,
- Jim Lorentz,
- Ross Lowe,
- Milan Lucic,
- Morris Lukowich,
- Harry Lumley,
- Pentti Lund,
- Vic Lynn,
- Ron Lyons,

## M
- Lane MacDermid,
- Craig MacDonald,
- Joey MacDonald,
- Parker MacDonald,
- Mickey MacKay,
- Fleming Mackell,
- Craig MacTavish,
- Mikko Mäkelä,
- Dean Malkoc,
- Troy Mallette,
- Phil Maloney,
- Ray Maluta,
- Eric Manlow,
- Cameron Mann,
- Ray Manson,
- Sylvio Mantha,
- Paul Mara,
- Brad Marchand,
- Don Marcotte,
- Frank Mario,
- Nevin Markwart,
- Daniel Marois,
- Gilles Marotte,
- Mark Marquess,
- Clare Martin,
- Frank Martin,
- Hubert Martin,
- Marquis Mathieu,
- Joe Matte,
- Wayne Maxner,
- Alan May,
- Norm McAtee,
- Sandy McCarthy,
- Tom McCarthy,
- Tom McCarthy,
- Trent McCleary,
- Bob McCord,
- Brad McCrimmon,
- Ab McDonald,
- Shawn McEachern,
- Jack McGill,
- Dan McGillis,
- Bert McInenly,
- Marty McInnis,
- Jack McIntyre,
- Zane McIntyre,
- Walt McKechnie,
- Don McKenney,
- John McKenzie,
- Andrew McKim,
- Kyle McLaren,
- Scott McLellan,
- Mike McMahon, Sr.,
- Sammy McManus,
- Peter McNab,
- Adam McQuaid,
- Pat McReavy,
- Marty McSorley,
- Harry Meeking,
- Dick Meissner,
- Larry Melnyk,
- Andrej Meszároš,
- Glen Metropolit,
- Nick Mickoski,
- Rick Middleton,
- Mike Milbury,
- Al Millar,
- Mike Millar,
- Bob Miller,
- Colin Miller,
- Jay Miller,
- Kevan Miller,
- Herb Mitchell,
- Mike Moffat,
- Sandy Moger,
- Doug Mohns,
- Carl Mokosak,
- Steve Montador,
- Andy Moog,
- Dominic Moore,
- Ian Moran,
- Bernie Morris,
- Derek Morris,
- Jon Morris,
- Doug Morrison,
- Jim Morrison,
- Shaone Morrisonn,
- Joe Morrow,
- Alex Motter,
- Mark Mowers,
- Joe Mullen,
- Gord Murphy,
- Joe Murphy,
- Ron Murphy,
- Glen Murray,
- Brantt Myhres,
- Anders Myrvold,

## N
- Riley Nash,
- Andrej Nazarov,
- Mats Näslund,
- Cam Neely,
- Ray Neufeld,
- Al Nicholson,
- Eric Nickulas,
- Graeme Nicolson,
- Kirk Nielsen,
- Kraig Nienhuis,
- Chris Nilan,
- Jim Nill,
- Petteri Nokelainen,
- Peter Nordström,
- Jack Norris,
- Jeff Norton,
- Hank Nowak,
- Michael Nylander,

## O
- Dennis O’Brien,
- Ellard O’Brien,
- Mike O’Donnell,
- Fred O’Donnell,
- Sean O’Donnell,
- Billy O’Dwyer,
- Rob O’Gara,
- Paul O’Neil,
- Jim O’Neill,
- Willie O’Ree,
- Terry O’Reilly,
- Adam Oates,
- Chris Oddleifson,
- Jeff Odgers,
- Harry Oliver,
- Murray Oliver,
- Krzysztof Oliwa,
- Bobby Orr,
- Colton Orr,
- Gerry Ouellette,
- George Owen,

## P
- Clayton Pachal,
- Samuel Påhlsson,
- Daniel Paille,
- Aldo Palazzari,
- Brad Palmer,
- Eddie Panagabko,
- Jay Pandolfo,
- Grigorijs Panteļejevs,
- Bernie Parent,
- Jean-Paul Parisé,
- Brad Park,
- Dave Pasin,
- David Pastrnak
- George Patterson,
- Davis Payne,
- Allen Pedersen,
- Barry Pederson,
- Pete Peeters,
- Johnny Peirson,
- Scott Pellerin,
- Pascal Pelletier,
- Jeff Penner,
- Cliff Pennington,
- Bob Perreault,
- Garry Peters,
- Jimmy Peters, Sr.,
- Jim Pettie,
- Eric Pettinger,
- Gordon Pettinger,
- Rich Peverley,
- Harry Pidhirny,
- Jacques Plante,
- Willi Plett,
- Ray Podloski,
- Bud Poile,
- Dan Poliziani,
- Poul Popiel,
- Peter Popovic,
- Jack Portland,
- Corey Potter,
- Félix Potvin,
- Marc Potvin,
- Dave Poulin,
- Benoit Pouliot,
- Petr Prajsler,
- Jack Pratt,
- Walter Pratt,
- Dean Prentice,
- Wayne Primeau,
- Sean Pronger,
- André Pronovost,
- Claude Pronovost,
- Brian Propp,
- Joel Prpic,
- Jean Pusie,

## Q
- Bill Quackenbush,
- Max Quackenbush,
- John Quilty,
- Stéphane Quintal,

## R
- Tyler Randell,
- Tuukka Rask,
- Jean Ratelle,
- Jake Rathwell,
- Matt Ravlich,
- Andrew Raycroft,
- Terry Reardon,
- Marty Reasoner,
- Mark Recchi,
- Gord Redahl,
- Wade Redden,
- George Redding,
- Dick Redmond,
- Dave Reece,
- Larry Regan,
- Earl Reibel,
- Jeremy Reich,
- Dave Reid,
- Ed Reigle,
- Stéphane Richer,
- Barry Richter,
- Vincent Riendeau,
- Pat Riggin,
- Jack Riley,
- Zac Rinaldo,
- Bob Ring,
- Vic Ripley,
- Al Rittinger,
- Jamie Rivers,
- Wayne Rivers,
- Doug Roberts,
- Gordie Roberts,
- Bobby Robins,
- Nathan Robinson,
- Randy Robitaille,
- Earl Roche,
- Eddie Rodden,
- Jon Rohloff,
- Dale Rolfe,
- Brian Rolston,
- Roberto Romano,
- Paul Ronty,
- Bobby Rowe,
- André Roy,
- Jean-Yves Roy,
- Gino Rozzini,
- Kent Ruhnke,
- Paul Runge,
- Vladimír Růžička,
- Michael Ryder,

## S
- Martin Samuelsson,
- Derek Sanderson,
- Ed Sandford,
- Charlie Sands,
- Craig Sarner,
- Miroslav Šatan,
- Glen Sather,
- Philippe Sauvé,
- Andre Savage,
- Gordon Savage,
- André Savard,
- Marc Savard,
- Terry Sawchuk,
- Kevin Sawyer,
- Dave Scatchard,
- Peter Schaefer,
- Paxton Schafer,
- Tim Schaller,
- Chuck Scherza,
- Bobby Schmautz,
- Clarence Schmidt,
- Otto Schmidt,
- Jack Schmidt,
- Milt Schmidt,
- Werner Schnarr,
- Danny Schock,
- Ron Schock,
- Jim Schoenfeld,
- Al Secord,
- Tyler Seguin,
- Dennis Seidenberg,
- Jeff Serowik,
- Eddie Shack,
- Jevgenyij Saldibin,
- Sean Shanahan,
- Gerry Shannon,
- David Shaw,
- Normand Shay,
- Gregg Sheppard,
- John Sheppard,
- Jack Shewchuk,
- Allan Shields,
- Steve Shields,
- Bill Shill,
- Jack Shill,
- Bruce Shoebottom,
- Eddie Shore,
- Babe Siebert,
- Jonathan Sigalet,
- Jordan Sigalet,
- Dave Silk,
- Charlie Simmer,
- Al Simmons,
- Don Simmons,
- Frank Simonetti,
- Al Sims,
- Alf Skinner,
- Petri Skriko,
- Pēteris Skudra,
- Jiří Šlégr,
- Louis Sleigher,
- Don Smillie,
- Alex Smith,
- Barry Smith,
- Brandon Smith,
- Dallas Smith,
- Des Smith,
- Floyd Smith,
- Kenny Smith,
- Hooley Smith,
- Reilly Smith,
- Rick Smith,
- Bryan Smolinski,
- Vladimír Sobotka,
- Tom Songin,
- Emory Sparrow,
- Bill Speer,
- Irv Spencer,
- Ryan Spooner,
- Frank Spring,
- Martin St. Pierre,
- Drew Stafford,
- Steve Staios,
- Fred Stanfield,
- Allan Stanley,
- Paul Stanton,
- Pat Stapleton,
- Vic Stasiuk,
- Yan Stastny,
- Lee Stempniak,
- Kevin Stevens,
- Mike Stevens,
- Phil Stevens,
- Shayne Stevenson,
- Alan Stewart,
- Bob Stewart,
- Cam Stewart,
- Jim Stewart,
- Nels Stewart,
- Ron Stewart,
- P. J. Stock,
- Red Stuart,
- Brad Stuart,
- Mark Stuart,
- Jozef Stümpel,
- Marco Sturm,
- Malcolm Subban,
- George Sullivan,
- Mike Sullivan,
- Max Sutherland,
- Ron Sutter,
- Niklas Svedberg,
- Bob Sweeney,
- Don Sweeney,
- Tim Sweeney,
- Don Sylvestri
- Szergej Szamszonov,

## T
- Maxime Talbot,
- Rob Tallas,
- Dave Tanabe,
- Jamie Tardif,
- Mihail Tatarinov,
- Billy Taylor,
- Bob Taylor,
- Chris Taylor,
- Tim Taylor,
- Skip Teal,
- Petr Tenkrát,
- Orval Tessier,
- Mats Thelin,
- Michael Thelvén,
- Tim Thomas,
- Dave Thomlinson,
- Tiny Thompson,
- Cliff Thompson,
- Nate Thompson,
- Bill Thoms,
- Joe Thornton,
- Shawn Thornton,
- Mattias Timander,
- Rick Tocchet,
- Hannu Toivonen,
- Jerry Toppazzini,
- Zellio Toppazzini,
- Bill Touhey,
- Graeme Townshend,
- Patrick Traverse,
- Zach Trotman,
- Gordon Turlick,
- Tony Tuzzolino,

## V
- Rogatien Vachon,
- Carol Vadnais,
- Darren Van Impe,
- Dennis Vaske,
- Frank Vatrano,
- Kris Vernarsky,
- Jim Vesey,
- Terry Virtue,
- Phil Von Stefenelli,

## W
- Ben Walter,
- Mike Walton,
- Wes Walz,
- Aaron Ward,
- Dixon Ward,
- Don Ward,
- David Warsofsky,
- Grant Warwick,
- Joe Watson,
- Tom Webster,
- Cooney Weiland,
- Eric Weinrich,
- John Wensink,
- Glen Wesley,
- Ed Westfall,
- Blake Wheeler,
- Trent Whitfield,
- Kay Whitmore,
- Dennis Wideman,
- Jim Wiemer,
- Archie Wilcox,
- Barry Wilkins,
- John Wilkinson,
- Burr Williams,
- Tom Williams,
- Gord Wilson,
- Landon Wilson,
- Ross Wilson,
- Wally Wilson,
- Hal Winkler,
- Chris Winnes,
- Eddie Wiseman,
- Bob Woytowich,

## Y
- Ken Yackel,
- Stéphane Yelle,
- Jason York,
- C. J. Young,

## Z
- Rob Zamuner,
- Joe Zanussi,
- Jeff Zehr,
- Sergejs Žoltoks,
- Rick Zombo,
- Alekszej Zsamnov,
- Szergej Zsinovjev,